# Franz Ulrich Kinsky

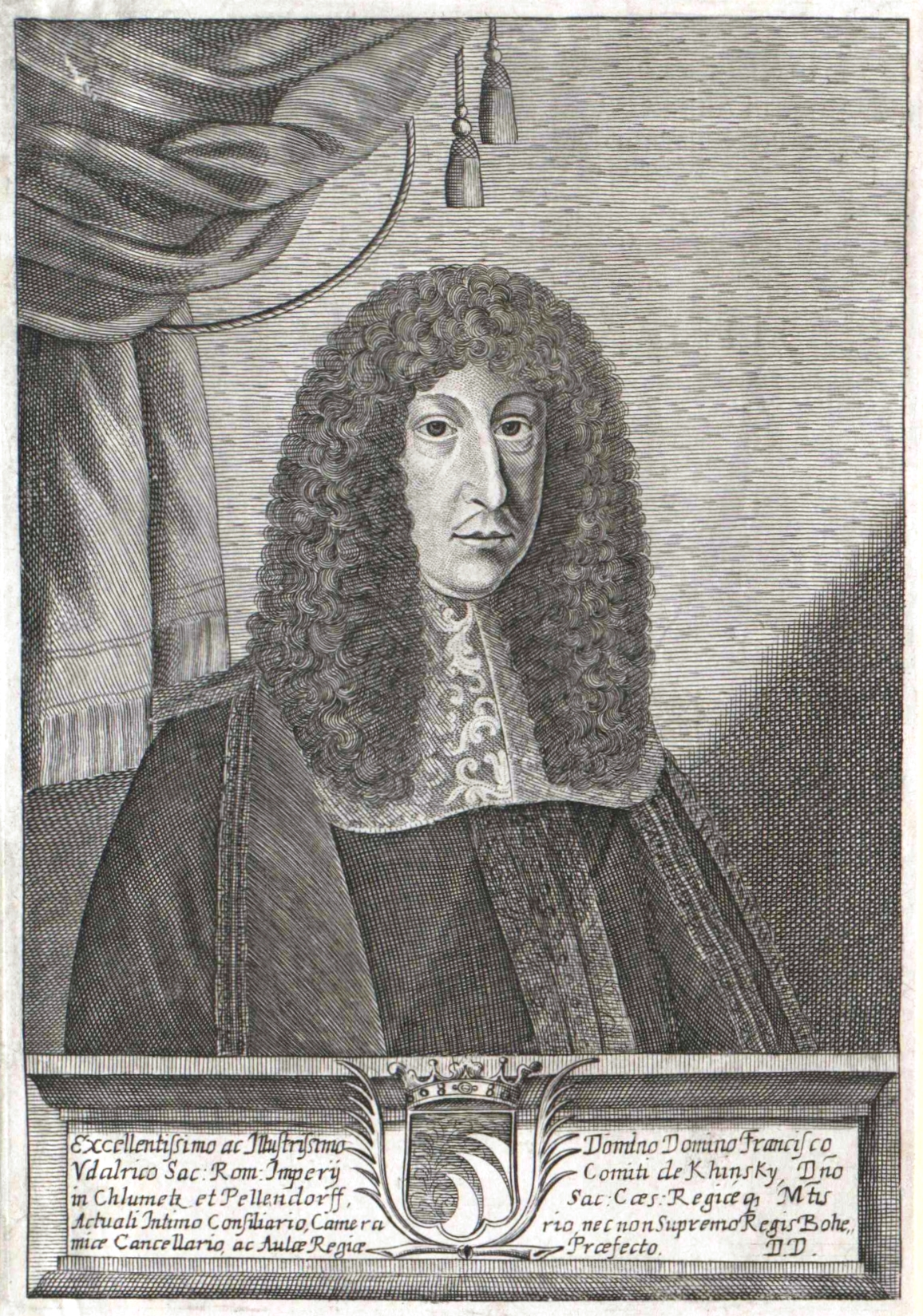
Franz Ulrich Kinsky

Franz Ulrich Graf Kinsky von Wchinitz (* 1634 in Chlumec nad Cidlinou; † 27. Februar 1699 in Wien; tsch. František Oldřich Kinský z Vchynic) war ein böhmisch-österreichischer Diplomat und Politiker.

## Leben
Franz Ulrich Kinsky entstammte dem alten böhmischen Adelsgeschlecht Kinsky. Seine Eltern waren der böhmische Hofmeister und  Kanzler des Königreiches Böhmen Graf Johann Octavian von Kinsky (1612–1679) und dessen Ehefrau Gräfin Margaretha Magdalena Sforzia von Porzia. Im Jahr 1683 wurde er oberster böhmischer Kanzler und 1689 Mitglied der Geheimen Konferenz. Seit 1695 war er leitender Staatsmann des Wiener Hofes. In den Friedensverhandlungen mit dem Osmanischen Reich vertrat er eine harte, auf Expansion gerichtete Politik. Franz Ulrich Kinsky war mit Anna Franziska von Ursenbeck († 19. Januar 1708), Tochter von Franz Bernhard  von Ursenbeck verheiratet. Die Ehe blieb kinderlos.